# Синагава (станция)
Синагава (яп. 品川駅 синагава эки) — железнодорожная станция в Японии, первая главная станция к югу от станции Токио и главный пересадочный пункт для поездов, используемых JR East, JR Central и Кэйкю. Токайдо-синкансэн и поезда на полуостров Миура, полуостров Идзу и регион Токай острова Хонсю проходят через станцию. Несмотря на название, станция находится не в районе Синагава, а в районе Минато. На станции установлены автоматические платформенные ворота.
Станция находится на юге большого железнодорожного комплекса, состоящего из транзитных и подъездных путей, локомотивного депо Синагава и депо Тамати.

## История
Станция Синагава, являясь одной из старейших в Японии, была открыта 12 июня 1872 года, когда началось железнодорожное сообщение между Токио и Иокогамой. 14 октября 1872 года была открыта «первая железная дорога в Японии», которая ныне является частью линии Токайдо. Оригинальное здание станции не сохранилось.
1 марта 1885 года была запущена в эксплуатацию линия Яманотэ. Станция Таканава линии Кэйкю была открыта 11 марта 1924 года через улицу напротив станции Синагава. 1 апреля 1933 года станция получила название Синагава и была перенесена непосредственно к станции JR.
Станционные сооружения были сильно перестроены в 2003 году в связи с постройкой платформы линии Синкансэн, а также для обеспечения удобного доступа в деловой район «Shinagawa Intercity», расположенный около станции.

## Линии
Синагава обслуживается следующими линиями:
- Keikyu Corporation
  - Линия Кэйкю
- JR Central
  - Токайдо-синкансэн
- JR East
  - Линия Кэйхин-Тохоку
  - Линия Токайдо
  - Линия Яманотэ
  - Линия Йокосука
  - Линия Уэно-Токио

## Планировка станции

### Линия Кэйкю
Платформы линии расположены к западу от платформ линий JR East. Для некоторых составов станция является конечной, в то время как другие продолжают движение далее через станцию Сэнгакудзи на линию Асакуса.
На станции одна платформа островного типа, одна платформа бокового типа и три пути.
| 1 | ■ Линия Кэйкю                         | Кэйкю-Кавасаки, Кэйкю-Камата, Иокогама, Урага (Линия Курихама) Кэйкю-Курихама, Мисакигути (Линия Аэропорт) Аэропорт Ханэда |
| 2 | ■ Линия Кэйкю                         | Сэнгакудзи, (Линия Асакуса) Симбаси, Нихонбаси, Асакуса (Линия Кэйсэй) Аэропорт Нарита (Hokuso Railway) Имба-Нихон-Идай    |
| 3 | ■ Линия Кэйкю, Keikyū Wing            | Кэйкю-Курихама, Мисакигути                                                                                                 |
| 3 | ■ Мисакигути местные составы по утрам | Син-Бамба, Самэдзу |

### JR

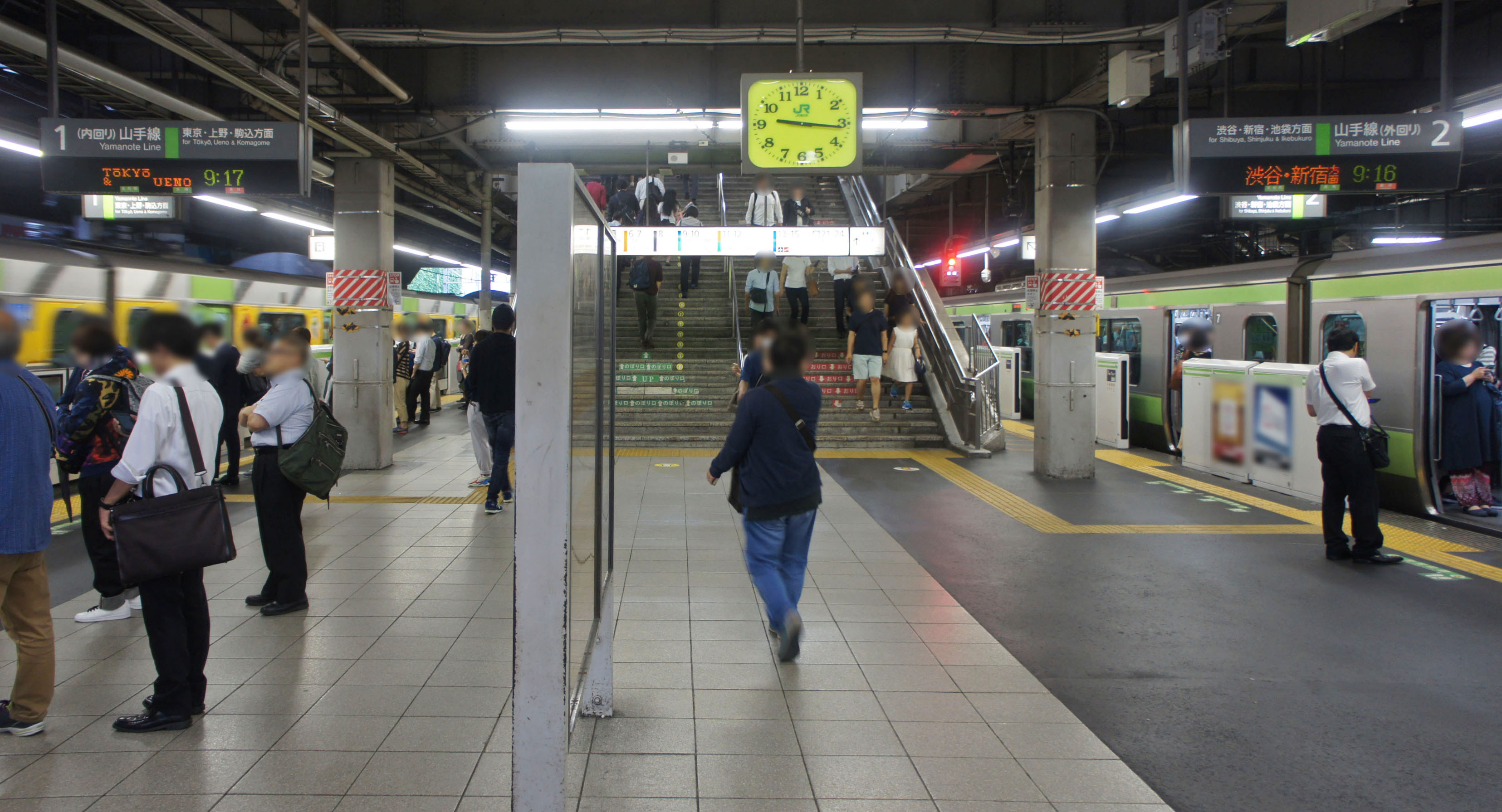
Платформа линии Яманотэ

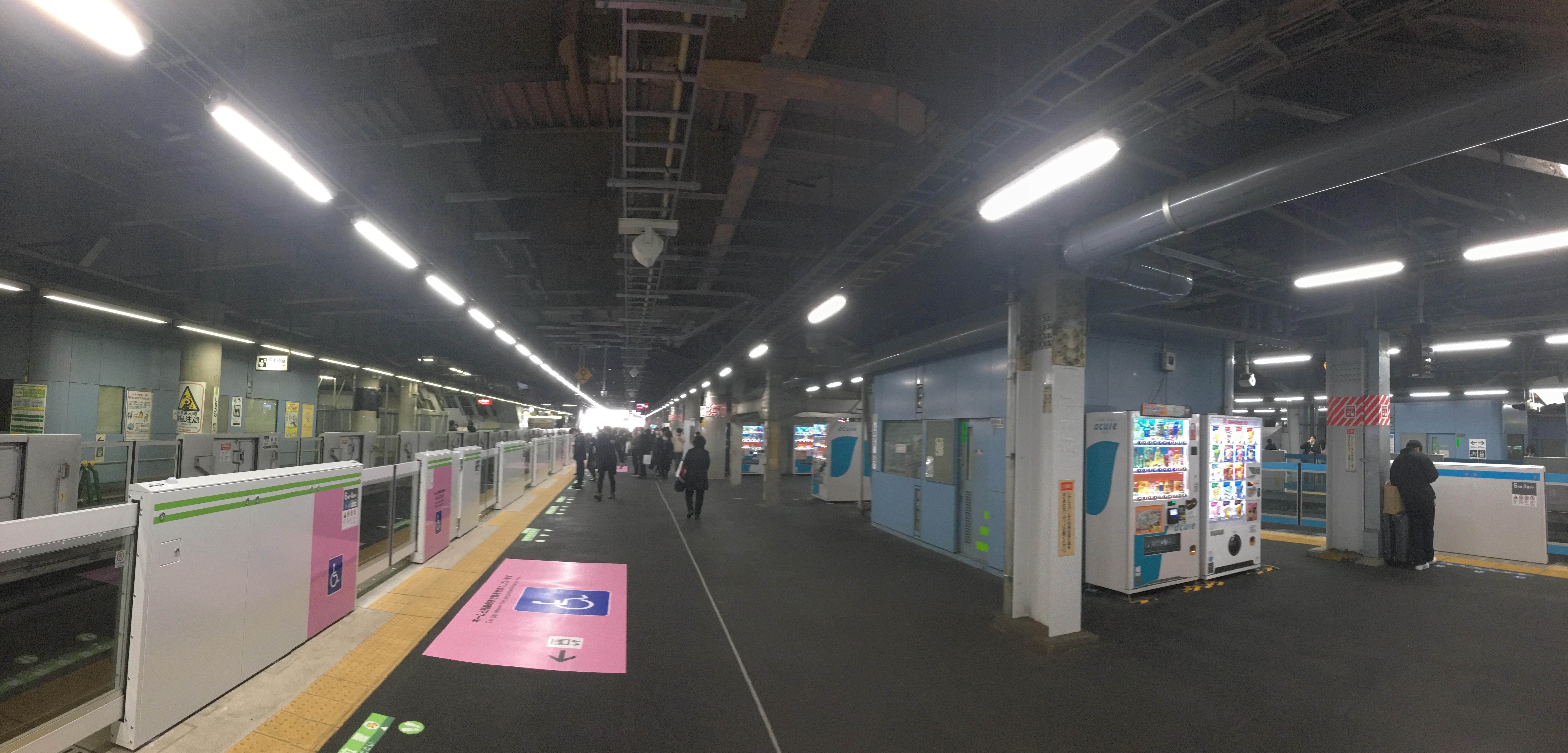
Платформа линий Яманотэ и Кэйхин-Тохоку

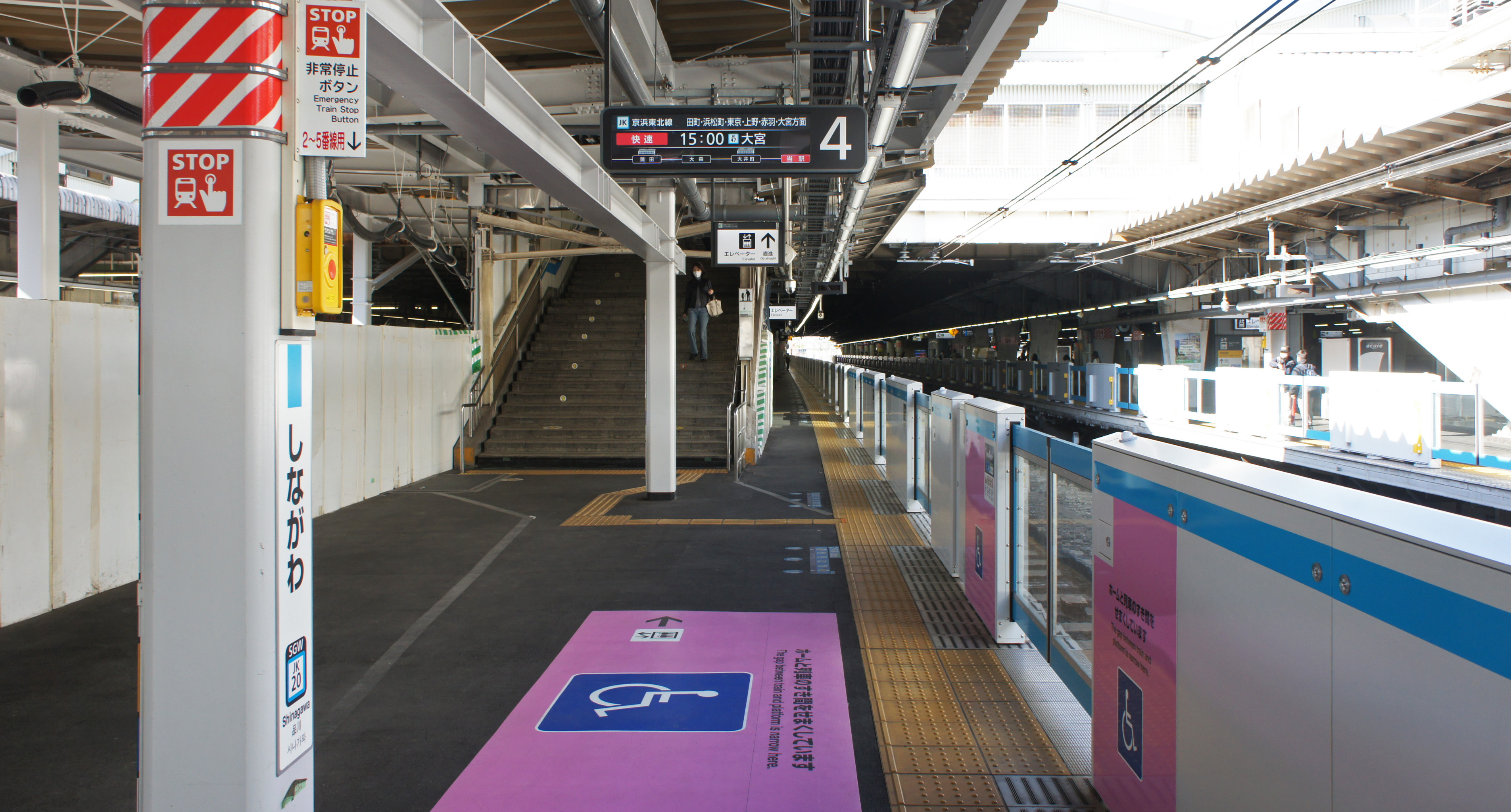
Платформа линии Кэйхин-Тохоку

Семь платформ островного типа, одна платформа бокового типа и 15 путей.
| 1    | ■ Линия Яманотэ                         | Токио, Уэно,Сугамо                                                     |
| 2    | ■ Линия Яманотэ                         | Сибуя, Синдзюку, Икэбукуро                                             |
| 3    | ■ Линия Кэйхин-Тохоку                   | Токио, Уэно, Омия                                                      |
| 4    | ■ Линия Кэйхин-Тохоку                   | Кавасаки, Иокогама, Сакурагитё, Исого, Офуна                           |
| 5    | ■ Линия Токайдо                         | Токио, Уэно, Омия, Уцуномия, Такасаки （■ Линия Уэно-Токио）           |
| 6, 7 | ■ Специальные платформы                 | временно не используются                                               |
| 8    | ■ Линия Токайдо                         | Токио, Уэно, Омия, Уцуномия, Такасаки （■Линия Уэно-Токио）            |
| 9    | ■ Линия Уэно-Токио                      | Токио, Уэно, Касива, Цутиура, Мито, Иваки                              |
| 10   | ■ Линия Уэно-Токио                      | Токио, Уэно, Мацудо, Касива, Торидэ, Цутиура, Такахаги                 |
| 11   | ■ Линия Токайдо                         | Кавасаки, Иокогама, Одавара, Атами, Ито                                |
| 11   | ■ Линия Уэно-Токио                      | Токио, Уэно, Мацудо, Касива, Торидэ, Цутиура, Такахаги                 |
| 12   | ■ Линия Токайдо                         | Кавасаки, Иокогама, Одавара, Атами, Ито                                |
| 13   | ■ Линия Йокосука ・ Линия Собу (Скорая) | Токио, Фунабаси, Цуданума, Тиба, Аэропорт Нарита(Narita Express)       |
| 14   | ■ Линия Йокосука ■ Линия Собу (Скорая)  | Составы по основным направлениям                                       |
| 15   | ■ Линия Йокосука                        | Мусаси-Косуги,Син-Кавасаки, Иокогама, Офуна, Дзуси, Йокосука, Курихама |

Платформы линии Токайдо-синкансэн были открыты 1 октября 2003 года для того, чтобы снизить нагрузку на станцию Токио. Они расположены в восточной части станции.

### Синкансэн

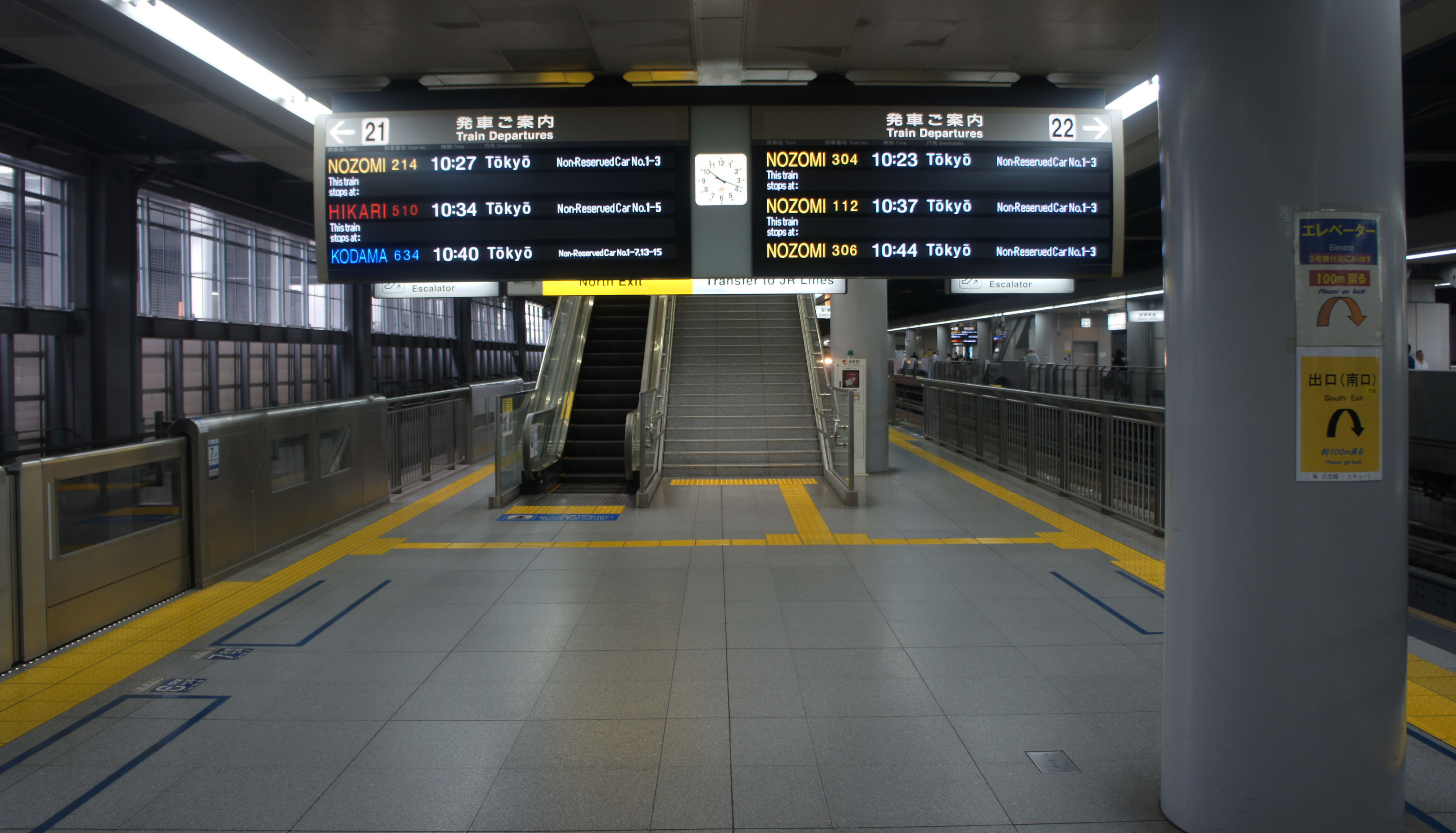
Платформы № 21 и № 22 линии Токайдо-синкансэн

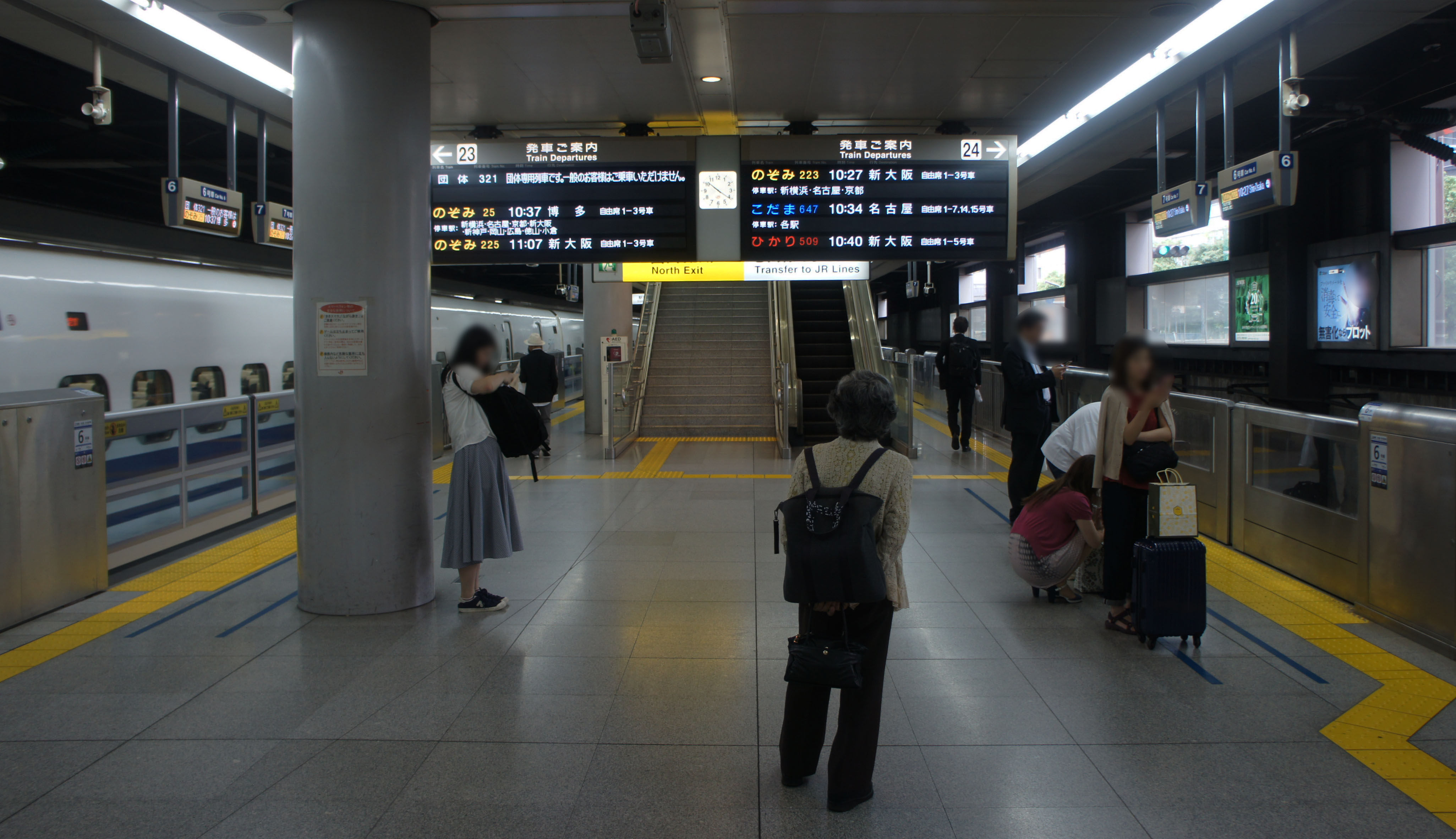
Платформы № 23 и № 24 линии Токайдо-синкансэн

Две платформы островного типа и 4 пути.
| 21, 22 | ■ Токайдо-синкансэн | Токио                    |
| 23, 24 | ■ Токайдо-синкансэн | Нагоя, Син-Осака, Хаката |

## Близлежащие станции
| «                   | «                | Вид обслуживания     | »             | »               |
| Линия Токайдо       | Линия Токайдо    | Линия Токайдо        | Линия Токайдо | Линия Токайдо   |
| ------------------- | ---------------- | -------------------- | ------------- | --------------- |
| Симбаси             | Симбаси          | Local                | Кавасаки      | Кавасаки        |
| Симбаси             | Симбаси          | Rapid                | Кавасаки      | Кавасаки        |
| Симбаси             | Симбаси          | Commuter Rapid       | Офуна         | Офуна           |
| Линия Йокосука      |                  |                      |               |                 |
| Симбаси             | Симбаси          | -                    | Ниси-Ои       | Ниси-Ои         |
| Линия Кэйхин-Тохоку |                  |                      |               |                 |
| Тамати              | Тамати           | Local                | Оимати        | Оимати          |
| Тамати              | Тамати           | Rapid                | Оимати        | Оимати          |
| Линия Яманотэ       |                  |                      |               |                 |
| Тамати              | Тамати           | -                    | Осаки         | Осаки           |
| Токайдо-синкансэн   |                  |                      |               |                 |
| Токио               | Токио            | -                    | Син-Иокогама  | Син-Иокогама    |
| Линия Кэйкю         |                  |                      |               |                 |
| Сэнгакудзи          |                  | Local                |               | Кита-Синагава   |
| Сэнгакудзи          |                  | Airport Express      |               | Аомоно-Ёкотё    |
| Сэнгакудзи          |                  | Ltd. Express (red)   |               | Аомоно-Ёкотё    |
| Сэнгакудзи          |                  | Ltd. Express (green) |               | Кэйкю-Камата    |
| Сэнгакудзи          |                  | Airport Ltd. Express |               | Аэропорт Ханэда |
| Конечная станция    | Конечная станция | Keikyu Wing          | Ками-Оока     | Ками-Оока       |